# Alfabeto quechua
Los alfabetos quechuas (en quechua sureño : achaha o achahala; en quichua norteño: llika) son adaptaciones del alfabeto latino empleadas para escribir las lenguas quechuas que según la lengua y la convención utilizan diferente cantidad de letras. En Perú y Bolivia se emplea una ortografía estandarizada con pequeñas diferencias que se basa en el quechua sureño, mientras que en Ecuador el idioma quechua principal es el quichua ecuatoriano y el estándar ortográfico está adaptado a sus características. Los actuales alfabetos quechuas oficiales usados por estos Estados son resultado de la reforma ortográfica quechua-aimara de finales del siglo XX.

## Historia

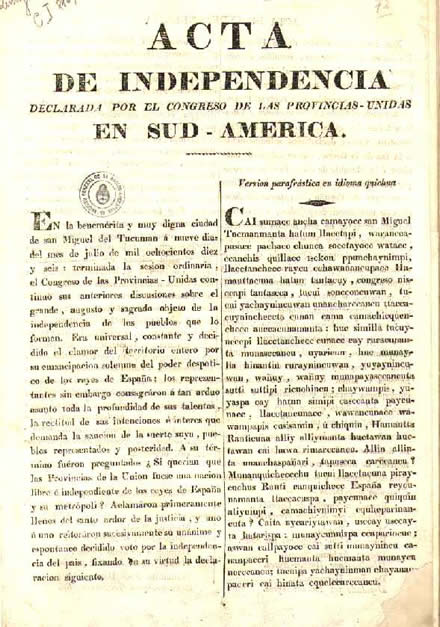
Acta de Independencia argentina, escrita en español y en quechua (1816)

Largamente se viene debatiendo acerca del empleo prehispánico de algún método de escritura andina. Se ha propuesto que los quipus y los tocapus podrían ser un sistema de escritura, pero no existen demostraciones aceptadas por todos. 
Los primeros españoles (principalmente cronistas y evangelizadores) así como los aborígenes buscaron graficar el(los) quechua, principalmente en quechua clásico y en formas tempranas de la variante cuzqueña, empleando el alfabeto latino; esta situación generó múltiples grafías para distintos fonemas y viceversa. Sin embargo, las lenguas quechua permanecieron como esencialmente orales hasta muy entrado el siglo veinte.
El 29 de octubre de 1939, se da uno de los primeros intentos de graficación del quechua aún bajo el paradigma de un solo idioma. En esta ocasión, es aprobado un alfabeto para las lenguas aborígenes americanas que consta de 33 signos durante el XXVII Congreso Internacional de Americanistas, en Lima (Perú).
El 29 de octubre de 1946, el Ministerio de Educación del Perú aprueba el Alfabeto de las Lenguas Quechua y Aimara, con 40 signos utilizables en las cartillas de alfabetización rural que proyectaba dicha institución.
En la semana del 2 al 13 de agosto de 1954, durante el III Congreso Indigenista Interamericano, realizado en La Paz, se creó el Alfabeto fonético para las lenguas quechua y aimara, basándose en los acuerdos de los dos congresos anteriores, realizados en Pátzcuaro (1940) y Cuzco (1949). Paralelamente, en esos mismos años, el lingüista y poeta cuzqueño Andrés Alencastre propuso su propio alfabeto quechua, el primero en proponer solamente tres letras vocálicas para esta lengua.
El 16 de octubre de 1975, a finales del gobierno militar de Juan Velasco Alvarado, el Ministerio de Educación peruano nombra una Comisión de Alto Nivel para implementar la Ley de Oficialización de la Lengua Quechua. Esta informa y recomienda el Alfabeto Básico General del Quechua, aprobado por el ministerio mediante la Resolución Ministerial N.º 4023-75-ED, cuyas letras eran a, aa, ch, e, h, i, ii, k, l, ll, m, n, ñ, o, p, q, r, s, sh, t, tr, ts, u, uu, w, y. Diez años más tarde, mediante Resolución Ministerial N.º 1218-85-ED, el alfabeto oficial suprimió las letras e y o; se usan sólo tres vocales, a, i y u, que corresponde a la fonología del quechua. Sin embargo, la Academia Mayor de la Lengua Quechua en el Cuzco todavía promueve una versión del alfabeto quechua cusqueño con las cinco vocales del español.

## Letras en el Quechua Sureño (Perú y Bolivia)
| Letra | Nombre |
| ----- | ------ |
| A     | a      |
| CH    | cha    |
| H     | ha     |
| I     | i      |
| K     | ka     |
| L     | la     |
| LL    | lla    |
| M     | ma     |
| N     | na     |
| Ñ     | ña     |
| P     | pa     |
| Q     | qa     |
| R     | ra     |
| S     | sa     |
| T     | ta     |
| U     | u      |
| W     | wa     |
| Y     | ya     |

## Letras en el Quechua Norteño - Kichwa (Ecuador)
| Letra | Nombre |
| ----- | ------ |
| A     | a      |
| CH    | cha    |
| H     | ha     |
| I     | i      |
| K     | ka     |
| L     | la     |
| LL    | lla    |
| M     | ma     |
| N     | na     |
| Ñ     | ña     |
| P     | pa     |
| R     | ra     |
| S     | sa     |
| SH    | sha    |
| T     | ta     |
| TS    | tsa    |
| U     | u      |
| W     | wa     |
| Y     | ya     |
| Z     | za     |

Como se puede ver, el Quechua norteño no utiliza la letra Q, pero añade la TS y la Z.

## Letras añadidas para diferentes variedades

### Alfabeto Básico General
El Alfabeto Básico General de las Lenguas quechuas fue aprobado en 1975 con las siguientes letras : a, ch, e, h, i, k, l, ll, m, n, ñ, o, p, q, r, s, sh, t, u, w, y.
En 1985 las vocales e,o. fueron eliminadas del Alfabeto Básico General del quechua

### Ancash-Huaylas
Adición de la consonante africada alveolar,
ts; y de cinco vocales largas que se escribirán siempre duplicadas; ii (alta anterior), uu (alta posterior), ee (media anterior), oo (media posterior), aa (baja central). 
En 1985 las vocales e, o junto con las vocales largas ee, oo fueron eliminadas.
El primer inventario de letras para el Quechua de Huaylas deriva del Alfabeto Básico General del Quechua establecido en 1975 por el Ministerio de Educación mediante Resolución Ministerial N.º 4023-75-ED. Este constaba de un alfabeto latino cual estableció un patrón extra para representar la africada alveolar como ⟨ts⟩ y las vocales largas como dobles, heredando del español las grafías ⟨ñ⟩ para la nasal palatal y el dígrafo ⟨ch⟩ para la africada palatal. Posteriormente, en 1985, se modificó la norma sólo par reducir a tres los signos vocálicos, eliminando para el ancashino las representaciones ⟨e⟩, ⟨ee⟩, ⟨o⟩, ⟨oo⟩ de su escritura.
| Letras               | A   | AA   | CH   | H   | I   | II   | K   | L   | LL  | M   | N   | Ñ   | P   | Q   | R   | S   | SH  | T   | TS   | U   | UU   | W   | Y   |
| Valor fonémico (AFI) | /a/ | /aː/ | /t͡ʃ/ | /h/ | /i/ | /iː/ | /k/ | /l/ | /ʎ/ | /m/ | /n/ | /ɲ/ | /p/ | /q/ | /ɾ/ | /s/ | /ʃ/ | /t/ | /t͡s/ | /u/ | /uː/ | /w/ | /j/ |

Para algunos préstamos del español, se hacen uso de un grupo de consonantes particular. Ejemplo ''burriku chinchuu'' una variedad de chincho (Tagetes).
| Letras               | B   | D   | F   | G   | RR  |
| Valor fonémico (AFI) | /b/ | /d/ | /ɸ/ | /g/ | /ʐ/ |

### Ayacucho-Chanca
Supresión de la fricativa palatal, sh.

### Cajamarca-Cañaris
Adición de la consonante africada palatal retrofleja, tr.
La consonante Ch’ reemplazó el dígrafo ćh

### Cuzco-Collao
Adición de las siguientes oclusivas aspiradas: labial, ph; palatal, chh; velar, kh; post-velar, qh; y las oclusivas glotizadas: labial, p' ; palatal, ch'; velar, k'; postvelar, q'.

### Junín-Huanca
Adición de la consonante africada palatal-retrofleja, tr que luego fue cambiada por el dígrafo Ćh y de tres vocales largas que se escriben siempre duplicadas: ii (alta anterior), uu (alta posterior) y aa (central baja).

### Quechua Sureño
Tiene una norma ortográfica propuesta para el quechua por los lingüistas Rodolfo Cerrón Palomino y Alfredo Torero basada en la dialectología de la lengua.
La ortografía del quechua sureño es actualmente usada por muchas instituciones del Perú y de Bolivia, inclusive en la educación. La diferencia en Bolivia es que se usa «j» en lugar de «h» para el sonido [h]. La norma contiene estructuras originarias de las variantes orales del quechua II-C, (sobre todo el quechua ayacuchano y quechua cuzqueño). Ejemplos:
| Ayacucho   | Cuzco      | Quechua sureño | Traducción                                     |
| ---------- | ---------- | -------------- | ---------------------------------------------- |
| [upjaj]    | [uhjaj]    | upyay          | «beber, tomar»                                 |
| [otχa]     | [usqʰa]    | utqha          | «rápido»                                       |
| [λamkæj]   | [λaŋk’æj]  | llamk'ay       | «trabajar»                                     |
| [ɲoχaɲʧik] | [noqaɲʧis] | ñuqanchik      | «nosotros, as (inclusivo)»                     |
| [-ʧka-]    | [-ʃa-]     | -chka-         | (sufijo de aspecto progresivo: «estar...-ndo») |
| [puŋʧaw]   | [p’uŋʧaj]  | p'unchaw       | «día»                                          |

Las siguientes letras se usan para el vocabulario quechua heredado y para préstamos del idioma aimara:

a, ch, chh, ch', h, i, k, kh, k', l, ll, m, n, ñ, p, ph, p', q, qh, q', r, s, t, th, t', u, w, y.
Así como generalmente en la ortografía oficial de todas las variantes quechuas las letras e / o no se usan para palabras quechua heredadas porque los sonidos correspondientes son alófonos de i / u que aparecen junto a q, qh, q'.
Las siguientes letras son usadas solamente en préstamos del español y otros idiomas (no del aimara):

b, d, e, f, g, o.

## Corriente Ortográfica

### Para palabras nativas
El número de letras empleadas en el Quechua depende del dialecto Quechua.
Sin embargo en general las siguientes letras son principalmente usadas:
| Mayúscula | A | A | Ch | H | I | I | K | L | Ll | M | N | Ñ | P | Q | R | R | S | T | U | U | W | Y |
| Minúscula | a | a | ch | h | i | i | k | l | ll | m | n | ñ | p | q | r | r | s | t | u | u | w | y |
| IPA       | æ | ɑ | tʃ | h | ɪ | ɛ | k | l | ʎ  | m | n | ɲ | p | q | r | ɾ | s | t | ʊ | ɔ | w | j |

En Ecuador y Bolivia además la J(j) es usada en reemplazo de la H(h) como h y ʼ son usadas para representar sonidos aficados y eyectivos respectivamente
| Mayúscula | Chh | Ch' | Kh | K' | Ph | P' | Qh | Q' | Sh | Sh' | Th | T' |
| Minúscula | chh | ch' | kh | k' | ph | p' | qh | q' | sh | sh' | th | t' |
| IPA       | tʃʰ | tʃʼ | kʰ | kʼ | pʰ | pʼ | qʰ | qʼ | ʃ  | ʂ   | tʰ | tʼ |

En algunos dialectos las [ɪ ɛ] y [ʊ ɔ] las variaciones son distinguidas con el uso de  e  y o respectivamente, resultando el uso de 5 vocales ,en vez de 3. En algunos dialectos las vocales largas son representadas por vocales dobles indicándolas como un vocal larga
| Mayúscula | Aa | Aa | Ii | Ii | Uu | Uu | Ee | Oo |
| Minúscula | aa | aa | ii | ii | uu | uu | ee | oo |
| IPA       | æː | ɑː | ɪː | ɛː | ʊː | ɔː | ɛː | ɔː |

Aún en otros dialectos con sonidos adicionales, letras adicionales son empleadas: 
| Mayúscula | Tr' | Ts | Z |
| Minúscula | tr' | ts | z |
| IPA       | tʂ  | ts | z |

### Para préstamos
El Quechua emplea letras adicionales para escribir préstamos, principalmente originarios del español, en ocasiones especiales las letras representan un sonido español, pero generalmente son sustituidas con un sonido nativo.
| Mayúscula | Minúscula | IPA     |
| B         | b         | b       |
| D         | d         | d       |
| E         | e         | e̞       |
| E         | e         | ɛ       |
| E         | e         | ɪ       |
| F         | f         | f       |
| Ph        | ph        | /f/     |
| G         | g         | ɡ       |
| I         | i         | i       |
| I         | i         | /ɪ/     |
| Kw        | kw        | /kw/    |
| O         | o         | o̞       |
| O         | o         | ɔ       |
| O         | o         | ʊ       |
| R         | r         | /d/~/ɾ/ |
| Rr        | rr        | r       |
| Tr        | tr        | /tɾ/    |
| U         | u         | u       |
| U         | u         | /ʊ/     |
| V         | v         | /b/~/w/ |
| W         | w         | /b/     |
| Y         | y         | /ɡ/     |

### Para transcripción fonética
Para transcripción fonética se usan cuatro letras adicionales:
| Mayúscula | Minúscula | IPA |
| Č         | č         | tʃ  |
| Ĉ         | ĉ         | tʂ  |
| Š         | š         | ʃ   |
| Ž         | ž         | ʒ   |

### Compendio de todos los alfabetos quechuas
- Runasimi.de - Ortografía quechua - todas letras, las bien y las mal escritas/ Ima hinataq runasimita sumaqta qillqay. Runasimi.de, 2006.

### Manuales de escritura
- Pedro Plaza Martínez - Pautas para escribir el quechua normalizado (Bolivia). Cochabamba: PROEIB Andes, 2014.
- Rufino Chuquimamani y otros - Urin Qichwa Qillqay Yachana Mayt'u = Manual de escritura quechua sureño (Perú). Lima: Ministerio de Educación, 2021.
- Franklin Espinoza - Chawpin qichwata qillqanapaq maytu = Manual de escritura quechua central (Perú). Lima: Ministerio de Educación, 2022.
- Ministerio de Educación del Ecuador - Kichwa: Kichwata yachaymanta (Ecuador). Quito: Ministerio de Educación, 2008.
- Ángel Ruiz Delgado - Normalización del quechua sureño con cinco vocales - Enfoque sistémico (Perú). Lima: edición del autor, 2022. ISBN 978-612-00-5025-5.

### Diccionarios
- Diccionario Quechua Sureño Normalizado - Español en Aulex.org.
- Diccionario Bilingüe, Quechua Boliviano Normalizado, Teófilo Laime (2007).
- Kichwa yachakukkunapa shimiyuk kamu Diccionario Kichwa - Castellano, Ministerio de educación ecuatoriano (2009).
- Simi Taqe, Qheswa - Español - Qheswa 2005 Diccionario Quechua cuzqueño - español, Academia Mayor de la Lengua Quechua (2006).
- Runasimi-Kastellanu-Inlis Llamkaymanaq Qullqa Diccionario funcional quechua-castellano-inglés de Ayacucho-Chanka, Clodoaldo Soto Ruiz.
- Rimaycuna, quechua de Huánuco Diccionario del quechua del Huallaga con índices castellano e inglés, David J. Weber (1998).
- Shimikunata asirtachik killka Inga: diccionario quechua del Pastaza, SIL (2002).
- Yachakuqkunapa simi qullqa, Qusqu Qullaw Qhichwa Simipi Diccionario ilustrado del Quechua sureño, Ministerio de educación peruano (2005).
- Yachakuqkunapa shimi qullqa, Anqash Qichwa Shimichaw Diccionario ilustrado de quechua ancashino, Ministerio de educación peruano (2005).
- Diccionario Quechua de CosmovisiónAndina.org.
- Vocabulario de la lengva general de todo el Perv llamada lengva Qquichua o del Inca. Quechua cortesano del Inca o la lengua del Cuzco (1608).
- Diccionario trilingüe quechua de Cusco por Esteban Hornberger S. con Nancy H. Hornberger ISBN 978-612-4121-09-8
- Diccionario Quechua-castellano/ Castellano quechua por Jorge A. Lira, normalización de grafías por Mario Mejía Huamán ISBN 978-9972-236-70-9.
- Laura Ladrón de Guevara: Diccionario Quechua (trilingüe: castellano, quechua e inglés), miembro de AMLQ.
- Abdón Yaranga Valderrama: Diccionario Quechua-español / Runa simi-español de BNP fondo editorial, ISBN 9972-874-36-2.
- Elmer Félix Neyra Valverde  Diccionario de Matemática Quechua Castellano Inglés Derrama Magisterial, Lima ( 2015) ISBN 978-612-4201-48-6
- Anónimo.  Arte y vocabulario en la lengua general del Perú (1586). Edita Rodolfo Cerrón Palomino, colaboran Raúl Bendezú y Jorge Acurio.  Instituto Riva- Agüero PUCP Lima (2014)  ISBN 978-9972-832-62-8
- Francisco Carranza Romero. Diccionario Quechua ancashino -castellano. Iberoamericana-Vervuert Maguncia, Germany (2003) ISBN 84-8489-098-8
- Jorge Flores Aragón (Director editorial) Diccionario bilingüe Quechua-español/ Español quecchua Editorial Roc E.I.R.L Cusco Perú (2016) ISBN 978-612-4687-69-3
- César A. Guardia Mayorga. Diccionario Kechwa castellano // Castellano kechwa. Librería Editorial Minerva, Lima (1997)

### Retablo lingüístico
- Introducción al Quechua Curso inicial de aprendizaje del Quechua, Gerald Taylor (2001).
- Qayna Kunan Paqarin: Una introducción al quechua chanca. 2011 Libro electrónico de curso completo de la gramática quechua, R. Zariquiey, G. Córdova.
- Introducción a la Lengua General. (Quechua Colonial) Instituto Francés de Estudios Andinos. Curso de Lengua General o Quechua colonial.
- Gramática Quechua Boliviano Normalizado Alfredo Quiroz Villarroel (2000).
- Mushuk Muyu Curso Kichwa Ecuatoriano Básico
- Sobre el nombre 'Quechua' Onomástica Andina, Rodolfo Cerrón-Palomino (2008).
- RunasimiNet Archivado el 14 de octubre de 2017 en Wayback Machine. Curso de Quechua: aprendiendo quechua en línea. Pontificia Universidad Católica del Perú.
- RUNASIMI página web sobre quechua y escrita en la lengua quechua. Entre las cosas ofrece textos en quechua y padrenuestros en diversas lenguas y dialectos quechua. En las lenguas: quechua, español, inglés, italiano, francés y alemán.
- Runasimi Kuchu del lingüista Serafín Coronel Molina. (Sobre todo en inglés, parcialmente en español).
- Ortografía: Lecciones del quechua Serie Lingüística Peruana No.32, tercera edición. David John Weber (1998).
- Quechua.org.uk del lingüista Paul Heggarty. (También en inglés).
- Sonidos de las lenguas andinas Escuche pronunciaciones nativas del quechua y de aimara; vea fotos de cada región; aprenda más sobre estas lenguas.
- Mapa lingüística de la macrolengua quechua según SIL (fedepi.org)
- Situación geográfica de familia quechua en proel.org
- Comisión Arí: alfabeto runasimi inka.

### Lecturas en quechua
- Qosqo qhechwasimipi akllasqa rimaykuna Antología Quechua del Cusco. Centro Guaman Poma de Ayala, Cusco (2012).
- Waruchiri ñišqap ñawpa machunkunap kawsašqan 16 capítulos del Manuscrito de Huarochirí en la ortografía Quechua Normalizado. (alrededor de 1608)
- Quyllur llaqtayuq wawamanta: El Principito en la lengua Quechua Traducción de Lydia Cornejo y César Itier de la obra literaria “Le Petit Prince” de Antoine de Saint-Exupéry.
- ACHKAY Mito vigente en el mundo quechua Weber, David J. et al. SIL (2008).
- Chaskaschay. Poesía en quechua Ch´aska Eugenia Anka Ninawaman (2004)
- Juan del Oso Cuento popular andino en 15 lenguas quechuas. Editor: David J. Weber (1987).
- Kusi Sulka Awqalli (editor- yarqatsiq).  Voces Quechuas// Qichwa Willakuykuna. Killa Editorial Huarás (2017) ISBN 978-612-4338-05-2
- Porfirio Meneses Lazón. Cesar vallejo TRILCE versión quechua Editorial Universitaria URP Lima (2008) ISBN 978-9972-236-38-9

- Datos: Q96409076